# 針草坳
針草坳，位於香港新界沙田區針山與草山之間，黃竹洋村以西山坡上方的一個山坳，名稱亦由此而來，是麥理浩徑第七段必經之地，爲附近一帶山嶺主要分岔口之一，分別有山徑通往針山、草山、鉛礦坳、城門水塘、沙田道風山和火炭，故此途徑針草坳的遊客衆多，每年樂施毅行者活動亦途經此處。

## 鄰近
- 黃竹洋村
- 道風山
- 萬佛寺
- 排頭村